# Brieuil-sur-Chizé

Brieuil-sur-Chizé este o comună în departamentul Deux-Sèvres, Franța. În 2009 avea o populație de 121 de locuitori.